# Vanessa Nakate
Vanessa Nakate (née le 15 novembre 1996) est une militante écologiste ougandaise pour le climat. Ayant grandi à Kampala, elle s'engage en décembre 2018, après avoir pris conscience des températures anormalement hautes dans son pays.

## Éducation
Vanessa Nakate a obtenu un diplôme d'administration des affaires de l'université Makerere.

## Actions pour le climat
Suivant l'exemple de Greta Thunberg, elle fonde le mouvement pour le climat en Ouganda. Elle commence par une grève individuelle en janvier 2019, pour s'opposer à la passivité des gouvernements face au changement climatique. Selon elle l'enjeu du changement climatique a été occidentalisé, « Lorsqu'il est débattu au nord, c'est sous l'angle du risque de crise économique pour les pays riches. Ils ne réalisent pas que pour nous, c'est un drame tangible ». Pendant plusieurs mois, elle proteste en solo devant le parlement ougandais. Elle est ensuite rejointe par plusieurs jeunes répondant à ses appels sur les médias sociaux, dont Leah Namugerwa et Hilda Flavia Nakabuye, qui attirent l’attention sur la problématique des forêts tropicales du Congo. Nakate a créé Youth for Future Africa ainsi que le Rise Up Movement, basé en Afrique également.
Elle a été reconnue comme l'une des trois jeunes militantes noires en Afrique essayant de lutter contre le changement climatique aux côtés d'Adenike Oladosu et Elizabeth Wathuti par Greenpeace UK pour le Mois de l'histoire des Noirs au Royaume-Uni. En décembre 2019, Nakate est l’une des jeunes activistes à s’adresser à la COP25 à Madrid. 
Début janvier 2020, elle publie, avec une vingtaine d’autres jeunes du monde entier, une lettre ouverte aux participants du Forum économique mondial, appelant les entreprises, les banques et les gouvernements à arrêter tout investissement dans les combustibles fossiles. Elle participe également à la marche pour le climat, le dernier jour du Forum. Dans le cadre des protestations contre le Forum, elle participe à une conférence de presse avec d'autres jeunes activistes dont Greta Thunberg, Luisa Neubauer, Isabelle Axelsson et Loukina Tille. Dans l'article de l'agence Associated Press, elle découvre qu'elle a été enlevée de la photo de groupe lors du recadrage et critique cette intervention qui revient à invisibiliser les personnes de couleur. L'agence fait alors partiellement marche arrière: elle retire la photo mais ne présente pas d'excuses.
Un mois avant la COP26, lors d'un sommet organisé par l'ONU à Milan pour 400 jeunes du monde entier, elle fait un discours dans lequel elle souligne que les 100 milliards d'aide climatique annuelle promis aux pays vulnérables n'ont pas été versés : « Les pertes et les dommages sont parmi nous maintenant, nous devons les mettre au centre des négociations. » a-t-elle ajouté.
Elle est présente à la COP26 à Glasgow, aux côtés de Greta Thunberg et de Dominika Lasota où les trois militantes du climat espèrent pouvoir directement rencontrer plusieurs dizaines de gouvernements pour les inciter à tenir les objectifs de l'Accord de Paris sur le climat.
En novembre 2021, Vanessa Nakaté publie un libre-manifeste intitulé Une écologie sans frontières pour alerter sur l'urgence climatique tout en faisant entendre la voix de l'Afrique sur ce sujet sensible.

## Motivation
Elle puise sa motivation dans le fait que le changement climatique mène, dans son pays, à des inondations et des sècheresses, avec comme conséquence l’augmentation rapide des prix des produits alimentaires de base, ce qui frappe surtout les pauvres. Les émissions de gaz à effet de serre sont pourtant avant tout le fait des pays riches et des habitants les plus riches des pays en développement.
Dans une interview accordée en 2019 à Amy Goodman pour Democracy Now!, Vanessa Nakate explique ainsi son engagement en faveur de la protection du climat :

« Mon pays dépend fortement de l'agriculture, donc la plupart des gens dépendent de l'agriculture. Donc, si nos fermes sont détruites par des inondations, si les fermes sont détruites par des sècheresses et que la production agricole est moindre, cela signifie que le prix des denrées alimentaires va augmenter. Ce ne sont donc que les plus privilégiés qui pourront acheter de la nourriture. Et ce sont eux les plus gros émetteurs de nos pays, ceux qui pourront survivre à la crise alimentaire, alors que la plupart des gens qui vivent dans les villages et les communautés rurales ont du mal à se procurer de la nourriture à cause des prix élevés. Et cela conduit à la famine et à la mort. Littéralement, dans mon pays, le manque de pluie signifie la famine et la mort pour les moins privilégiés. »

## Controverses
En janvier 2020, l'agence de presse Associated Press a retiré Vanessa Nakate d'une photo où elle figurait avec Greta Thunberg et les militantes écologistes Luisa Neubauer, Isabelle Axelsson et Loukina Tille (nl) après leur participation au Forum économique Mondial de Davos. Vanessa Nakate a accusé les médias d'avoir une attitude raciste, étant la seule personne racisée et la seule personne ayant été coupée de la photo. L'Agence Associated Press a ensuite changé la photo et a indiqué qu'il n'y avait aucune mauvaise intention, sans présenter ses excuses à la jeune militante. Le 27 janvier 2020, la rédactrice en chef d'Associated Press, Sally Buzbee (en), a tweeté des excuses en utilisant son compte personnel, disant qu'elle était désolée au nom de son agence.

## Distinctions
- Elle figure sur la liste de la BBC 100 Women publiée le 23 novembre 2020[22].
- Puis en 2021 elle fait partie de la liste Time100 Next publiée par Time le 17 février 2021[23],[24].
- UNICEF Goodwill Ambassador[25]

## Livre
Une écologie sans frontières (Harper Collins, 256 pages, 18 euros).